# Liste de films mettant en scène Elvis Presley
Pour un article plus général, voir Elvis Presley.
Cette liste recense les films mettant en scène Elvis Presley. Pour les films dans lesquels Presley a joué, voir Filmographie d'Elvis Presley.

## Documentaires
- 1970 : That's the Way It Is de Denis Sanders. Ce film présente Elvis en studio et à Las Vegas.
- 1972 : Elvis On Tour de Robert Abel et Pierre Adidge. Une équipe de tournage suit Elvis en tournée. On peut y apercevoir des extraits de son concert du Madison Square Garden de New York. Primé au Golden globe en 1972 comme meilleur documentaire, montage de Martin Scorsese.
- 1980 : This is Elvis de Malcolm Leo (en) et Andrew Solt.
- 2001 : Elvis Presley de Jeremy Marre. Ponctuée d'images d'archives et d'extraits de chansons, une plongée dans la jeunesse du King, jusqu'à la naissance du phénomène « Elvis Presley »
- 2017 : The King d'Eugene Jarecki ;
- 2018 : 
  - Elvis Presley: The Searcher de Thom Zimny ;
  - Les sept vies d'Elvis de David Upshal.

## Fictions
- 1974 : Happy Days, série de Garry Marshall, Elvis est mentionné ;
- 1979 : Le Roman d'Elvis de John Carpenter avec Kurt Russell ;
- 1981 : Elvis and the Beauty Queen de Gus Trikonis avec Don Johnson ;
- 1986 : Série La cinquième dimension, épisode Le King avec Jeff Yagher ;
- 1988 :
  - Liberace: Behind the Music de David Greene avec Paul Hipp ;
  - Heartbreak Hotel de Chris Columbus avec David Keith ;
  - Elvis and Me de Larry Peerce avec Dale Midkiff ;
- 1989 : Great Balls of Fire ! de Jim McBride avec Michael St. Gerard ;
- 1990 : Elvis de Rick Husky et Priscilla Presley avec Michael St. Gerard ;
- 1992 : Rock-o-rico de Don Bluth, Chantecler est fortement inspiré d'Elvis. Quand il est à la ville, son nom de scène est The King ;
- 1993 :
  - True Romance de Tony Scott avec Val Kilmer ;
  - Série Code Quantum, épisode Memphis Melody ;
- 1994 : Forrest Gump de Robert Zemeckis avec Peter Dobson ;
- 1995 : Monster Mash de Joel Cohen and Alec Sokolow avec E. Aron Price ;
- 1997 : Elvis & Nixon de Allan Arkush avec Rick Peters ;
- 1998 : Road to Graceland de David Winkler avec Harvey Keitel ;
- 2002 : Bubba Ho-tep de Don Coscarelli avec Bruce Campbell ;
- 2005 :
  - Walk the Line de James Mangold avec Tyler Hilton ;
  - Elvis : Une étoile est née, mini-série de James Steven Sadwith (en) avec Jonathan Rhys-Meyers ;
- 2007 :
  - Protecting the King de D. Edward Stanley avec Peter Dobson ;
  - Walk Hard : The Dewey Cox Story de Jake Kasdan avec Jack White ;
- 2012 :
  - Ultimo Elvis d'Armando Bo avec John McInerny ;
  - Elvis Found Alive de Joel Gilbert, un faux documentaire sur Elvis ;
- 2013 : Tropico d'Anthony Mandler avec Lloyd Douglas ;
- 2015 : Elvis and Nixon de Liza Johnson avec Michael Shannon ;
- 2017 : 
  - Blade Runner 2049 de Denis Villeneuve : lui-même (en hologramme)
  - DC's : Legends of Tomorrow, série d'Andrew Kreisberg, Greg Berlanti et Marc Guggenheim avec Luke Bilyk.
- 2022 : Elvis de Baz Luhrmann avec Austin Butler et Tom Hanks.
- 2023 : Agent Elvis.
- 2024 : Priscilla de Sofia Coppola avec Jacob Elordi.
- 2024 : Megalopolis de Francis Ford Coppola avec Robert Kim.